# Gelterkinden
Gelterkinden là một đô thị thuộc huyện Sissach, bang Basel-Landschaft, Thụy Sĩ.
Đô thị này có diện tích 9,79 km2, dân số tại thời điểm tháng 12 năm 2009 là người.